# جین گونتیر
جین گونتیر (انگلیسی: Gene Gauntier؛ ۱۷ مهٔ ۱۸۸۵ – ۱۸ دسامبر ۱۹۶۶) رمان‌نویس، فیلم‌نامه‌نویس و بازیگر تئاتر و سینمای اهل ایالات متحده آمریکا بود.
از فیلم‌هایی که وی در آن نقش داشته‌است، می‌توان به رام کردن زن سرکش، از آخور تا صلیب و دختر و یاغی اشاره کرد.